# Chérisay
Chérisay is een gemeente in het Franse departement Sarthe (regio Pays de la Loire) en telt 223 inwoners (2004). De plaats maakt deel uit van het arrondissement Mamers.

## Geografie
De oppervlakte van Chérisay bedraagt 8,1 km², de bevolkingsdichtheid is 27,5 inwoners per km².
De onderstaande kaart toont de ligging van Chérisay met de belangrijkste infrastructuur en aangrenzende gemeenten.

## Demografie
Onderstaande figuur toont het verloop van het inwonertal (bron: INSEE-tellingen).

## Foto's

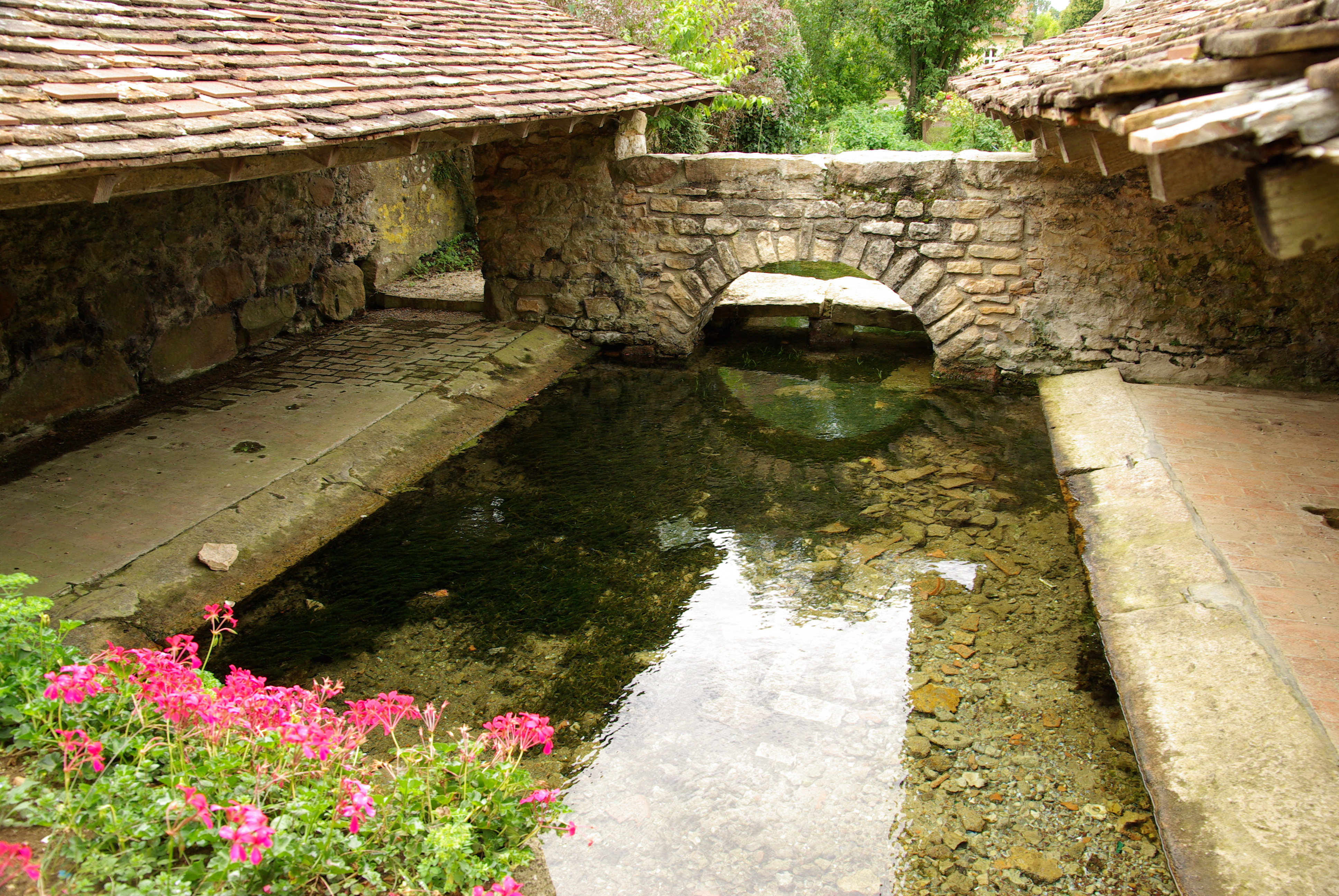
Openbare wasplaats
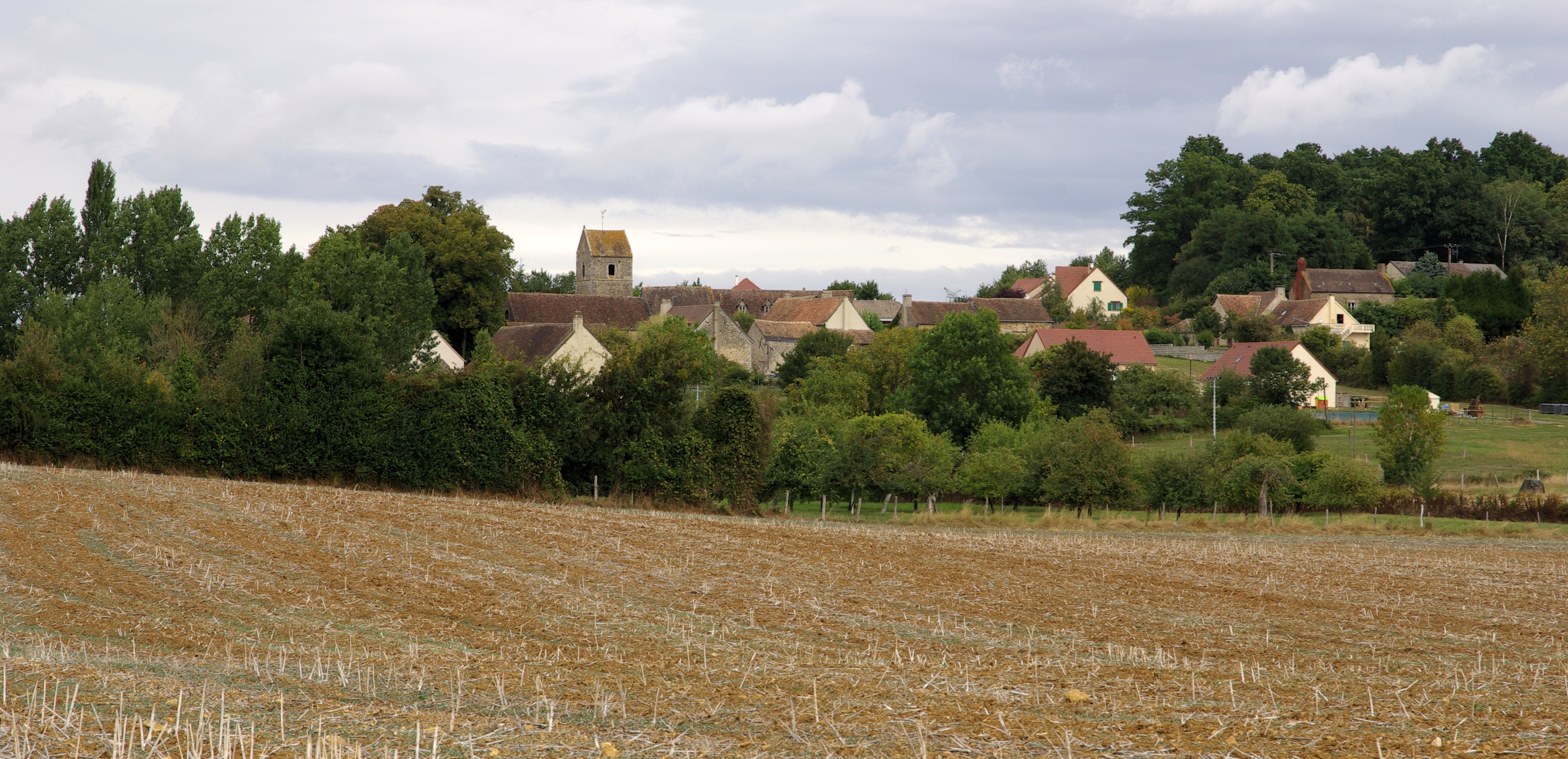
Dorp